# Olympische Sommerspiele 1932/Teilnehmer (Griechenland)
| Gelbes Symbol für Goldmedaillen mit stilisierten Olympischen Ringen | Graues Symbol für Silbermedaillen mit stilisierten Olympischen Ringen | Braundes Symbol für Bronzemedaillen mit stilisierten Olympischen Ringen |
| ------------------------------------------------------------------- | --------------------------------------------------------------------- | ----------------------------------------------------------------------- |
| —                                                                   | —                                                                     | —                                                                       |

Griechenland nahm an den Olympischen Sommerspielen 1932 in Los Angeles, Vereinigte Staaten mit einer Delegation von 10 Athleten an 12 Wettbewerben teil.
Das Team konnte erst teilnehmen, nachdem die Greek American Community eine Spendenaktion durchgeführt hatte, um für die Kosten der Reise aufzukommen. Die erfolgreichsten Athleten waren Georgios Zervinis und Ioannis Farmakidis mit einer Viert- beziehungsweise Fünft-Platzierung im Ringen.
Flaggenträger war der Hürdenläufer Christos Mantikas. Peter Clentzos trat für Griechenland an, obwohl er in Amerika aufgewachsen war und John Moralis (Ioannis Moralis) blieb nach den Spielen offenbar in den Vereinigten Staaten.
Seit 1896 war es die neunte Teilnahme Griechenlands an Olympischen Sommerspielen.
Der jüngste Teilnehmer war Angelos Lambrou (20 Jahre, 58 Tage), der älteste John Moralis (29 Jahre, 61 Tage).

## Boxen – Halbschwergewicht (bis 79,38 kg)
| Platz | Sportler            |
| ----- | ------------------- |
| 7     | Nikolaos Mastoridis |

## Leichtathletik
| Athlet                                             | Disziplin                                                                              | Wertung | Platz                                   |
| -------------------------------------------------- | -------------------------------------------------------------------------------------- | ------- | --------------------------------------- |
| Peter Clentzos (Πέτρος Χλέντζος, Petros Chlentzos) | → Hauptartikel : Olympische Sommerspiele 1932/Leichtathletik – Stabhochsprung (Männer) | 3,750   | 7                                       |
| Angelos Lambrou                                    | → Hauptartikel : Olympische Sommerspiele 1932/Leichtathletik – 100 m (Männer)          | ?       | Im Vorlauf ausgeschieden, 11,3 s        |
| Angelos Lambrou                                    | → Hauptartikel : Olympische Sommerspiele 1932/Leichtathletik – 4 × 100 m (Männer)      | 42,9    | im Vorlauf ausgeschieden                |
| Christos Mantikas                                  | → Hauptartikel : Olympische Sommerspiele 1932/Leichtathletik – 400 m (Männer)          | 49,6    | ausgeschieden                           |
| Christos Mantikas                                  | → Hauptartikel : Olympische Sommerspiele 1932/Leichtathletik – 110 m Hürden (Männer)   | 15,1    | im Halbfinale disqualifiziert           |
| Christos Mantikas                                  | → Hauptartikel : Olympische Sommerspiele 1932/Leichtathletik – 400 m Hürden (Männer)   | ?       | im Halbfinale ausgeschieden             |
| Vangelis Moiropoulos                               | 4 × 100 m                                                                              | 42,9    | im Vorlauf ausgeschieden                |
| Renos Frangoudis                                   | 4 × 100 m                                                                              | 42,9    | im Vorlauf ausgeschieden                |
| Ioannis Moralis (John Moralis)                     | → Hauptartikel : Olympische Sommerspiele 1932/Leichtathletik – 50 km Gehen (Männer)    |         | DNF                                     |
| Nikolaos Papanikolaou                              | → Hauptartikel : Olympische Sommerspiele 1932/Leichtathletik – Dreisprung (Männer)     | 13,92   | in der Qualifikation ausgeschieden (13) |

## Ringen – Freistil

### Bantamgewicht (bis 56 kg)
| Platz | Sportler          |
| ----- | ----------------- |
| 4     | Georgios Zervinis |

### Federgewicht (bis 61 kg)
| Platz | Sportler           |
| ----- | ------------------ |
| 5     | Ioannis Farmakidis |

## Ringen –Griechisch-römischer Stil

### Bantamgewicht (bis 56 kg)
| Platz | Sportler          |
| ----- | ----------------- |
| 5     | Georgios Zervinis |